# Мантелло, Жорж
Жорж Мантелло (фр. George Mantello, также Георг Мандель, нем. Georg Mandel, настоящее имя Дьёрдь Мандл, венг. Mandl György; 11 декабря 1901, Бестерце, Австро-Венгрия (ныне Румыния) — 25 апреля 1992, Рим) — румынский (трансильванский) предприниматель родом из венгерских евреев, состоявший на дипломатической службе Сальвадора. Известен своими действиями по спасению евреев во время Холокоста.
Сын хозяина мельницы. На протяжении 1930-х гг. занимался преимущественно текстильным производством в Венгрии и Трансильвании, однако работал и в других сферах бизнеса — в частности, участвовал в крупной сделке по поставке правительству Сальвадора ряда товаров военного назначения. За заслуги в этой области получил в 1939 году от сальвадорского дипломата Хосе Кастельяноса Кантрераса сальвадорский паспорт и звание почётного консула Сальвадора в Бухаресте. В конце 1930-х гг. предпринял ряд попыток по оказанию помощи восточноевропейским евреям (в частности, создавая финансовые институции, которым репрессируемые евреи могли бы доверить денежные средства с тем, чтобы получить их обратно по окончании репрессий).
В 1942 г. был арестован в Загребе из-за еврейского происхождения, провёл месяц в заключении, однако нашёл возможность эмигрировать в Швейцарию. Хоcе Кастельянос, занимавший в это время пост генерального консула Сальвадора в Женеве, назначил Мантелло на специально созданную должность первого секретаря консульства. На этой должности Мантелло занимался выдачей венгерским и румынским евреям документов о гражданстве Сальвадора, позволявших владельцам избежать ареста или оказаться в сравнительно комфортных условиях заключения вместо лагерей уничтожения. Первоначально документы выдавались беженцам, уже достигшим Швейцарии, затем Мантелло нашёл возможность доставлять их в разные страны дипломатической почтой. В общей сложности Мантелло при содействии Кастельяноса и швейцарского дипломата Карла Лутца выдал не менее 10 тысяч сальвадорских паспортов.
В 1944 году к Мантелло через румынского дипломата Флориана Манолиу попали некоторые документы об уничтожении евреев в концентрационном лагере Освенцим и планах по полной депортации в этот и другие лагеря всех оставшихся в Венгрии евреев. Мантелло организовал широкую кампанию протестов в швейцарской прессе, оказавшую влияние на позицию швейцарских дипломатов и вызвавшую резонанс во всём мире: ряд правительств потребовал от регента Венгрии Миклоша Хорти остановить депортации, и значительное количество венгерских евреев избежало отправки в концлагерь. В 1944 г. Мантелло основал и возглавил Швейцарский комитет помощи венгерским евреям (нем. Schweizerische Hilfskomitee für die Juden in Ungarn). В различных действиях по спасению венгерских евреев он, в частности, сотрудничал с Раулем Валленбергом.